# Mjøndalen Idrettsforening
Il Mjøndalen Idrettsforening è una società polisportiva con sede a Mjøndalen, in Norvegia. Dal 2022 milita in 1. divisjon, la seconda serie del campionato di calcio norvegese.
Fondato nel 1910 ha diverse sezioni che si occupano di calcio, bandy, pallamano, ginnastica.
La sezione calcistica vanta 3 vittorie in Norgesmesterskapet e 3 partecipazioni nelle coppe Europee; in queste manifestazioni si segnala una vittoria sul campo del Werder Brema nella Coppa UEFA 1987-1988.
Il 26 novembre 2014 conquista la promozione in Eliteserien, la massima serie del campionato di calcio norvegese, battendo nello spareggio promozione il Brann, dopo aver conquistato la 3ª posizione nella 1. divisjon, la seconda serie del calcio norvegese.

## Mjøndalen IF nelle coppe europee
| Stagione | Competizione      | Turno         | Nazione             | Avversario     | Andata | Ritorno | Totale |
| -------- | ----------------- | ------------- | ------------------- | -------------- | ------ | ------- | ------ |
| 1969-70  | Coppa delle Coppe | Sedicesimi    | Galles (bandiera)   | Cardiff City   | 1-7    | 1-5     | 2-12   |
| 1977-78  | Coppa UEFA        | Trentaduesimi | Germania (bandiera) | Bayern München | 0-8    | 0-4     | 0-12   |
| 1987-88  | Coppa UEFA        | Trentaduesimi | Germania (bandiera) | Werder Bremen  | 0-5    | 1-0     | 1-5    |

In grassetto le gare casalinghe

## Palmarès

### Competizioni nazionali
- Coppa di Norvegia: 3

1933, 1934, 1937
- 1. divisjon: 1

1991
- 2. divisjon: 1

2008 (gruppo 1)
- 3. divisjon: 3

2002 (gruppo 8), 2004 (gruppo 8), 2006 (gruppo 7)

### Competizioni giovanili
- Norgesmesterskapet G19: 1

1977

### Altri piazzamenti
- Campionato norvegese:

Secondo posto: 1976, 1986
Semifinalista: 1947-1948
- Coppa di Norvegia:

Finalista: 1924, 1931, 1936, 1938, 1968
Semifinalista: 1932, 1946, 1947, 1969, 1972, 1979, 1991
- 1. divisjon:

Secondo posto: 2018
Terzo posto: 2014, 2017
- 2. divisjon:

Secondo posto: 2007 (gruppo 4)
- 3. divisjon:

Secondo posto: 2005 (gruppo 8)

## Organico

### Rosa 2024
Rosa aggiornata al 13 ottobre 2024.
| N. |                     | Ruolo | Calciatore             |
| -- | ------------------- | ----- | ---------------------- |
| 1  | Norvegia (bandiera) | P     | Thomas Kinn            |
| 2  | Norvegia (bandiera) | D     | Syver Eriksen          |
| 3  | Norvegia (bandiera) | D     | Markus Welinder        |
| 5  | Norvegia (bandiera) | D     | Sivert Øverby          |
| 6  | Norvegia (bandiera) | D     | Joackim Olsen Solberg  |
| 7  | Norvegia (bandiera) | C     | Martin Ovenstad        |
| 8  | Norvegia (bandiera) | C     | Ole Amund Sveen        |
| 9  | Norvegia (bandiera) | A     | Mathias Bringaker      |
| 10 | Norvegia (bandiera) | C     | Vegard Leikvoll Moberg |
| 13 | Norvegia (bandiera) | P     | Andreas Hippe Fagereng |
| 14 | Norvegia (bandiera) | A     | Niclas Schjøth Semmen  |
| 15 | Svezia (bandiera)   | A     | Love Reuterswärd       |
| 16 | Norvegia (bandiera) | D     | Johannes Dahlby        |
| 17 | Norvegia (bandiera) | A     | Brinder Singh          |

| N. |                         | Ruolo | Calciatore             |
| -- | ----------------------- | ----- | ---------------------- |
| 18 | Norvegia (bandiera)     | C     | Nickolay Årsbog        |
| 19 | Norvegia (bandiera)     | C     | Erik Næsbak Brenden    |
| 20 | Sierra Leone (bandiera) | A     | Alie Conteh            |
| 22 | Norvegia (bandiera)     | D     | Fabian Holst-Larsen    |
| 23 | Norvegia (bandiera)     | D     | Jesper Skau            |
| 24 | Norvegia (bandiera)     | C     | Mats Pedersen          |
| 25 | Messico (bandiera)      | C     | Andreas Heredia-Randen |
| 26 | Serbia (bandiera)       | D     | Aleksandar Lukić       |
| 27 | Norvegia (bandiera)     | C     | Kristoffer Tokstad     |
| 31 | Norvegia (bandiera)     | D     | Brage Evensen          |
| 34 | Norvegia (bandiera)     | C     | Linus Ween             |
| 35 | Norvegia (bandiera)     | D     | Andreas Fotland        |
| 45 | Fær Øer (bandiera)      | A     | Meinhard Olsen         |
| –– | Norvegia (bandiera)     | C     | Erik Skistad           |

## Stagioni passate
- 1976